# John Sheppard (personaje)
John Sheppard es un personaje de la serie de ciencia ficción Stargate Atlantis interpretado por el actor Joe Flanigan.

## Historia
Nació en 1970, siendo hijo de Patrick Sheppard, un destacado industrial estadounidense, quien ya tenía planeada la vida de su hijo a los 14 años, a pesar de que este tenía sus propios planes. John quiso unirse a la Fuerza Aérea, lo que terminó por romper la relación con su padre, a quien no volvió a ver desde entonces, al igual que a su hermano, Dave Sheppard.
Sheppard se convirtió en un experimentado y talentoso oficial de la Fuerza Aérea durante la guerra en Afganistán, aunque su reputación se vio afectada cuando desobedeció órdenes directas al intentar fallidamente rescatar a varios militares estadounidenses.
Tiempo después, sería reasignado como piloto de la base aérea McMurdo en la Antártida, durante varios meses. En una ocasión, le tocó llevar al general O'Neill a la base avanzada de los Antiguos. Mientras volaban, su halcón negro casi fue derribado por un dron activado accidentalmente por el Dr. Beckett. Ya en la base, el mayor Sheppard no sólo descubrió que poseía el denominado gen ATA, sino que además podía manipular con mucha facilidad la tecnología antigua, lo que comprobó al activar sin ningún esfuerzo la silla, la poderosa mega-arma antigua.
Después de eso, y a pesar de su negativa inicial, la doctora Weir lo incluyó en su equipo para partir a la ciudad perdida de Atlantis. Al llegar a la ciudad y comprobar que se estaban quedando sin energía, atravesó la puerta con un equipo hacia el planeta Athos, donde conoció a los athosianos y a Teyla, que luego incluiría en su equipo.
El planeta fue atacado por los Wraith, quienes secuestraron a parte de los athosianos y parte de su equipo, incluido el coronel Marshall Sumner. Sheppard lideró entonces una misión para rescatar a esta gente, pero se vio forzado a disparar al coronel Sumner para evitarle el sufrimiento que una guardián Wraith le estaba provocando al alimentarse de él. Luego, Sheppard mató a aquella Wraith, permitiéndole escapar junto con los cautivos, pero ocasionando que finalmente todos los Wraith de Pegaso se despertasen prematuramente de su ciclo de hibernación. 
Con la muerte del coronel Sumner, el mayor Sheppard se convirtió en líder militar de la Expedición en Atlantis, además de dirigir un equipo insignia de exploración por la galaxia, conformado por el Dr. Rodney McKay, Teyla Emmagan y el teniente Aiden Ford. Luego de que Ford se volvió adicto a la enzima Wraith y huyó de Atlantis, el Satedan Ronon Dex se unió al equipo.
Cuando una fuerza de ataque Genii liderada por Acastus Kolya, tomo control de Atlantis en medio de una supertormenta, Sheppard enfrentó uno a uno a los soldados enemigos, logrando sabotear sus esfuerzos y matando a 55 Genii al activar el escudo del portal cuando intentaron traer refuerzos. Finalmente los Genii se retiraron, intentando llevarse a Weir y a McKay con ellos, lo cual no resultó, logrando Sheppard salvar a Weir al disparar a Kolya en el hombro. Este incidente marcaría el inicio de una rivalidad entre ambos soldados.
A casi un año del despertar de los Espectros, éstos atacaron a Atlantis, esperando localizar la ubicación de la Tierra y suprimir el "levantamiento" causado por la Expedición. Durante el sitio, Sheppard perdió el mando militar de la ciudad con la llegada del coronel Dillon Everett del Comando Stargate. Sin embargo, con la lucha volviéndose crítica tras unos días, Sheppard decidió tomar un Saltacharcos con una bomba nuclear a bordo con la intención de destruir una de las tres Colmenas Wraith en órbita. El plan funcionó, y Sheppard logró salvarse gracias a la llegada oportuna del Daedalus. Con el coronel Everett herido a causa de un Wraith, Sheppard trabajo junto al Coronel Caldwell del Dédalo para poner fin al sitio de Atlantis.
Una vez que los Wraith se retiraron pensando que la ciudad fue destruida, Sheppard, Weir, McKay y Carson Beckett volvieron a la Tierra para informar de la situación de Atlantis. El general Landry dio a entender a la doctora Weir que el Pentágono quería nombrar al coronel Steven Caldwell como el nuevo comandante militar de la Expedición, pero Weir informó que Atlantis ya tenía un comandante. Cuando ellos replicaron que Sheppard solo era un mayor con un historial cuestionable, Weir recalco que ella contaba con el apoyo del presidente y el IOA, por lo que Sheppard pronto fue promovido al rango de teniente coronel, y confirmado como el comandante militar oficial de la Expedición Atlantis.
De vuelta en Pegaso, Sheppard convirtió en unas de sus prioridades encontrar al Teniente Ford, a quien informó personalmente como "desaparecido" a su familia. Al cabo de un tiempo, Sheppard fue capturado por Ford, quien había formado un equipo propio y necesitaba la ayuda del equipo de Sheppard para sabotear una colmena Wraith. Sin embargo, el plan no resultó como lo esperaban, y Ford acusó a Sheppard de ser el responsable. Aun así, Sheppard consiguió que Ford confiara otra vez en él. El exteniente le dio al equipo de Sheppard la oportunidad de escapar, mientras destruían de paso dos colmenas Wraith. No obstante, no pudo saber si Ford alcanzó o no escapar de las naves.
Más tarde, durante la falsa alianza propuesta por los Wraith, Sheppard intentó detener a dos naves colmena Wraith que estaban atacando al Dédalo, pero toda comunicación con él se perdió, cuando las naves enemigas entraron al hiperespacio, rumbo a la Tierra. La tripulación del Daedalus pensó que había desaparecido, pero en realidad él logró enganchar su F-302 a una de las colmenas, para una vez fuera del hiperespacio, detener a las naves en medio del vacío entre las galaxias Pegaso y Vía Láctea, donde luego se enfrentarían con el Dédalo y el Orión.
Tiempo después, Sheppard fue capturado por Acastus Kolya, quien exigió a Atlantis que Ladon Radim, nuevo líder de los Genii, fuera entregado a cambio de su vida. Kolya hizo que un Espectro que tenían capturado se alimentara un par de veces de Sheppard, quitándole entre 30 y 40 años de vida. Sin embargo, Sheppard convenció al Wraith (más tarde conocido como Todd) de unir fuerzas para escapar, y una vez que eliminaron a sus perseguidores, el Wraith fue capaz de devolverle a Sheppard los años que le quitó. A cambio, Sheppard llevó al Espectro de vuelta con los suyos. Durante este episodio, Kolya escapó, pero meses después, Sheppard volvió a encontrarse con él, matándolo en un duelo.
John Sheppard hizo el primer viaje por el Puente de Puertas Intergaláctico McKay-Carter desde Pegaso a la Tierra, a través del Puddle Jumper. Mientras estaba en la Estación Intermedia con el Dedalus supervisándolo, este detectó una nave clase Aurora viajando a 0,99 veces la velocidad de la luz con Antiguos vivos a bordo, quienes pronto reclamaron el control de Atlantis. Con la Expedición disuelta, Sheppard fue asignado como líder de un equipo SG. Cuando el general O'Neill envió un mensaje al CSG avisando que los Asurans invadieron a Atlantis, Sheppard, Weir, McKay y Beckett robaron un Saltador y viajaron a Pegaso por medio del Puente Intergaláctico. Tras ir a buscar a Teyla y a Ronon, ellos entraron en Atlantis, rescatando a O'Neill, a Richard Woolsey, y retomando el control de la ciudad.
Mientras la ciudad Atlantis intentaba escapar del arma de un satélite-portal Asuran, el rayo que los atacaba alcanzó la torre principal, y dejó incapacitada a la Dra. Weir. Sheppard tuvo que asumir el mando, mientras la ciudad quedó a la deriva en el espacio. Con la situación de Elizabeth Weir crítica, McKay sugirió reactivar unos nanobots Replicantes que ella aun tenía en su cuerpo para salvarla, pero Sheppard se opuso ya que ella quedaría como mitad-máquina; aun así McKay lo hizo. Luego, Sheppard junto a McKay, Ronon, y Weir, viajaron a Asuras, donde robaron un ZPM para salvar Atlantis y subieron un programa que ordenaría a los Replicantes atacar a los Wraith, pero durante el proceso perdieron a Weir.
Ya con Atlantis en un nuevo mundo, Sheppard rechazó el puesto de comandante, el cual quedó finalmente para la Coronel Samantha Carter.
Durante una misión de rutina a bordo de un Saltacharcos, Sheppard fue secuestrado por una raza de personas que él conoció como los "Viajeros". Ellos lo necesitaban para activar una nave de guerra Antigua para ayudar con los problemas de población que su raza enfrentaba. Él llevó la nave al hiperespacio, pero luego fueron atacados por un crucero Wraith. Sheppard trabajó junto a la viajera Larrin para acabar con los Wraith en la nave, y tras proponer una alianza, fue liberado.
Durante el episodio "The Seer", Sheppard volvió a encontrarse con el Wraith Todd, quien propuso a Atlantis una alianza para detener a los Asurans, debido a que éstos comenzaron a aniquilar mundos humanos en un intento por quitarle el alimento a los Espectros. Tras fracasar la tentativa por desactivar el código de ataque de los Replicadores, un nuevo plan llevó a realizar un asalto sobre Asuras por parte de naves Tau'ri, Espectros y de los Viajeros. Sheppard utilizó la silla del trono del crucero de guerra antiguo de los Viajeros, durante la batalla. Previo a esto, Teyla le confesó a Sheppard que estaba embarazada, y este, enojado, decidió relevarla del servicio.
En 2008, tras enterarse de la muerte de su padre, Sheppard volvió a la Tierra para su velorio. Allí se enteró de que su padre se arrepintió por la disputa que tuvieron y que durante años los mantuvo separados.
Después de que Teyla fue secuestrada por el híbrido Michael, Sheppard juro traerla de vuelta y para ello siguió toda vía posible de información, incluyendo un agente Genii, con quien se acordó un encuentro. No obstante, el contacto no llegó a la cita, por lo que el coronel Sheppard dejó al equipo del Mayor Lorne para esperar un rato más, mientras él regresaba a Atlantis. Sin embargo, el cruzar el Portal, una llamarada solar intercepto el agujero de gusano y lo hizo viajar a Atlantis, 48000 años en el futuro. Allí, un holograma dejado por Rodney McKay le explicó lo que le sucedió, y consiguió transpórtalo de regreso a su época, junto con la dirección del planeta, donde Michael planeaba que Teyla diera a luz, para luego matarla. Pronto, Sheppard encabezó un equipo de ataque al planeta, pero tras darse cuenta de que Michael aún no llegaba, también descubrieron que activaron una trampa que hizo colapsar el edificio sobre ellos. Una alucinación sobre Teyla y el Teniente Ford, mientras estuvo inconsciente, motivaron a Sheppard a salvarla sin importar cuan herido estaba. Con ayuda del Dédalo, y su equipo, él logró sacar a Teyla y a su bebé de la nave de Michael, aunque luego tuvo que ser sometido a cirugía. Como agradecimiento, Teyla decidió llamar a su hijo recién nacido Torren John.
Durante el episodio "Enemy at the Gate", el teniente coronel John Sheppard recibió órdenes de viajar a la Tierra para operar la Silla del Trono Antigua, cuando la nave Colmena Wraith potenciada por un ZPM llegara al planeta. Sin embargo, Sheppard tuvo que dirigir un escuadrón de F-302 para interceptar a decenas de dardos enviados a destruir la defensa de la Tierra (movida al Área 51), pero, pese a sus esfuerzos, la silla resultó destruida. Ante esto, Sheppard decidió usar su caza para llegar a la Colmena Wraith, y entrar en su bahía de dardos, donde planeo detonar una bomba nuclear que llevaba. Sin embargo, al llegar se encontró con que McKay, Teyla, Ronon y Lorne se infiltraron dentro de la nave por un Portal que había a bordo. Tras reunirse con ellos, McKay programó la bomba, y juntos escaparon por el portal, antes de que la Colmena estallara en mil pedazos.